# نووا گوریتسا
نووا گوریتسا (به آلمانی: Aisowitz im Rosenthal) یک شهرک در اسلوونی با جمعیت ۳۲٬۷۶۳ نفر است که در City Municipality of Kranj واقع شده‌است.